# Hobucken
Hobucken è un census-designated place (CDP) degli Stati Uniti d'America, situato nello stato della Carolina del Nord, nella contea di Pamlico. Secondo il censimento del 2020 gli abitanti di Hobucken ammontavano a 99.